# Team Alpha Male
Team Alpha Male é um centro de treinamento de artes marciais mistas localizada em Sacramento, California, EUA.

## História
A academia foi fundada por Urijah Faber em 2004. É mais conhecida entre os peso leves, junto com a academia brasileira Nova União, tendo lutadores nas categorias de peso até 66 kg, 61 kg e 57 kg. A melhor fase da academia foi durante Dezembro de 2012 e Maio de 2014, quando Duane Ludwig era o treinador principal e eleito o melhor treinador do mundo no mesmo ano. Após a saída de Ludwig, o lutador do UFC Martin Kampmann assumiu o lugar de treinador principal da equipe. No mesmo ano de 2014, entra na academia o mais novo integrante, Cody Garbrandt. Dando início a um novo ciclo vitorioso à academia Califórniana, ja que um dos principais lutadores (Tj Dillashaw) abandonou a academia e se mudou junto com o treinador Duane Ludwig para o Colorado e Urijah Faber fundador da equipe e também lutador do UFC se aposentou das competições. Cody "No love" Garbrandt como é conhecido no MMA, teve um início fulminante no UFC, se tornando o grande ícone de renovação da academia. Junto com grandes performances e atuações dominantes, Garbrandt ganhou a maioria das lutas por nocaute ainda no primeiro round. Com um cartel profissional invicto de 10-0, Garbrandt logo foi escalado para enfrentar o então campeão peso-galo do UFC Dominick Cruz um dos campeões mais dominantes até entao e talvez junto com a Nova União proporcionaram a Team Alpha Male uma das maiores rivalidades entre equipes do MMA mundial. No confronto "No love" teve uma performance perfeita, nao tomou conhecimento do então campeão Dominick Cruz, e ganhou de maneira impressionante por decisão unânime o titulo peso-galo do UFC e colocando a Team Alpha Male novamente como uma das maiores equipes de MMA do mundo.

## Rivalidade com a Nova União
Team Alpha Male e Nova União são as academias mais renomadas nas categorias abaixo de 70 kg. A rivalidade começou na luta pelo Cinturão Peso Pena do WEC, em 2010 entre José Aldo e Urijah Faber, que Aldo venceu por decisão.
Em 2012 no UFC 142, pelo Cinturão Peso Pena do UFC entre o mesmo José Aldo e o desafiante Chad Mendes, e Aldo novamente venceu. Ainda em 2012, no UFC 149 pelo Cinturão Peso Galo Interino do UFC entre Urijah Faber e Renan Barão, que Barão venceu por decisão.
A primeira vitória da Team Aplha Male no confronto foi de Joseph Benavidez contra Jussier Formiga, no UFC Fight Night: Teixeira vs. Bader por nocaute. A maior vitória da Alpha Male no confronto aconteceu no UFC 173 pelo Cinturão Peso Galo do UFC de T.J. Dillashaw sobre o então campeão Renan Barão.

## Lutadores Notáveis
- Urijah Faber - Ex-Campeão Peso Pena do WEC e desafiante ao Cinturão Peso Galo do UFC
- T.J. Dillashaw - Ex-Campeão Peso Galo do UFC
- Chad Mendes - Desafiante ao Cinturão Peso Pena do UFC
- Joseph Benavidez - Ex-desafiante ao Cinturão Peso Mosca do UFC & Peso Galo do WEC
- Cody Garbrandt Campeão Peso Galo do UFC
- Chris Holdsworth - Vencedor do The Ultimate Fighter 18
- Danny Castillo - Lutador do UFC
- Maycee Barber - Lutadora do UFC
- Jessica Rose-Clark - Lutadora do UFC
- Teruto Ishihara - Lutador do UFC
- Andre Fili - Lutador do UFC
- Lance Palmer - Ex-desafiante ao Cinturão Peso Pena do WSOF
- Justin Buchholz - Ex-lutador do UFC